# 장소 특정적 미술
장소 특정적 미술(site-specific art)은 작품의 구성요소가 자연적 배경을 보충하거나 특정 장소와 조화를 이루기 위하여 의도적으로 계획되고 배치된 미술 작품을 의미한다. 존재하는 장소에 예술가가 개입하거나 관람객의 개입을 유도하는 방식을 취하며, 작품의 위치 그 자체를 작품을 구성하는 요소로 활용한다. 대지미술, 환경조각, 공공미술이 대표적인 장소 특정적 미술이며, 빌딩 파사드에 양식화된 조각, 벽화, 기념물이나 조각적 증축부분도 장소특정적 미술이라 할 수 있다.

## 역사
1960년대 미니멀리즘 조각에 기원을 둔다. 어느 장소에 전시되어도 동일한 의미와 가치를 갖는 모더니즘 미술에 반대하여, 전시 장소의 맥락 위에 작품을 인식하게 했다. 개념의 경계는 캘리포니아의 예술가인 로버트 어윈(Robert Irwin)에 의해 다듬어졌다. 하지만 장소 특정적 미술이라는 말은 사실상 70년대 중반 로이드 함롤(Lloyd Hamrol)와 아테나 타차(Athena Tacha)라는 젊은 조각가에 의해 처음 사용되었다. 장소 특정적 미술은 건축학 비평가인 케서린 호엣(Catherine Howett)("환경 미술에서의 새로운 지표", Landscape Architecture, 1977년 1월)과 미술 비평가인 루시 리파드(Lucy Lippard)("실외 미술, 대중 영역의 안과 밖”, Studio International, 1977 3~4월)에 의해 흐름이 기술되었다. 이후 권미원 《장소 특정적 미술》은 미술 장르로서가 아닌 미술관 공간 정치학의 문제적 아이디어로서 기술했다.
실외 지역 특정적 작품들에는 종종 풍경에 영구적인 지역적 조형물이 결합된 것들이 포함되기도 한다. 실외 지역 특정적 작품들에는 그 지역에 의해 특별히 창조된 안무 행위도 포함된다. 장소 특정적 안무는 어떤 장소에 존재하는 창의적인 것이다. 그 안무는 그 지역의 특질(건축학적, 역사적, 사회적, 환경적 중 어느 것이든)의 독특한 문화적 매트릭스와 지형의 연구와 조사를 통하여 형성된다(어떤 공간에서의 숨겨진 의미와 그것을 확대하기 위한발전 방법의 발견). 어떤 작가들은 그 춤 공간을 위한 특별한 지역 구성자에 의해 창조된 위탁 음악의 중점을 만든다. 실내 지역 특정적 작품은 건축물과 결합된 창조물이다.
더 넓게 보면, 그 경계는 때론 특정한 지역에 영구적으로 결합된 어떤 작품에 사용된다. 이런 의미에서 흥미로운 건축물과 함께 있는 어떤 건물은 지역 특정적 미술의 일부분으로 고려될 수도 있다. "Robert Smithson, Andy Goldsworthy, Christo, Dan Flavin, Richard Serra, Olga Kisseleva, Patricia Johanson, Athena Tacha, Mary Miss, Jackie Ferrara, Nancy Holt, Rowan Gillespie, Marian Zazeela, Guillaume Bijl, Betty Beaumont과 Mark Divo, John K. Melvin, Lucia Neare, Leonard van Munster, Luna Nera, Simparch, Sarah Sze, Stefano Cagol and Seth Wulsin"과 같은 젊은 미술가들은 지역 특정적 작품을 제작한다. 안무 분야에서 중요한 지역 특정적 기여를 하는 안무가에는 "Trisha Brown, Meredith Monk, Ann Carlson, Stephan Koplowitz, Joanna Haigood" 등등이 있다. 현대 안무가들이 우선적으로 작업하는 지역 특정적 안무에는 "Noemie LaFrance; Tom Pearson and Zach Morris of Third Rail Projects; Andrea Haenggi/AMDaT; Tamar Rogoff; Collage Dance Theatre; and Clarinda Mac Low, Paul Benny, and Alejandra Mortorell of TRYST"가 있다.

## 같이 보기
- 디지털 아트
- 환경예술
- 거리 미술
- 대지 예술
- 돌 균형잡기
- 공공미술